# 魚津市立松倉小学校
魚津市立松倉小学校（うおづしりつ まつくらしょうがっこう）は、富山県魚津市鹿熊11番地にかつて存在した小学校。

## 概要
- 松倉地区を通学区域としていた。
- 校舎（廃校時点）は、鉄筋コンクリート造3階建て延床面積1,616m2、敷地面積7,813m2[1]。
- かつて鉢、古鹿熊、坪野にも分校があったが、鉢分校は東加積小学校の分校と合併して白倉小学校になり、古鹿熊分校は1972年（昭和47年）に廃校となり、坪野分校も1977年（昭和52年）に魚津市立坪野小学校となった（2012年に廃校）。
- 「人や自然を大切にする心をはぐくみ、たくましく自己実現に努める子供の育成」を学校目標としている。
- 2019年度に魚津市立住吉小学校、魚津市立上中島小学校と統合して、魚津市立星の杜小学校となるため、廃校となった。
- 廃校後の校舎は2023年度からの2カ年で校舎やプールを解体し、2025年度にコミュニティセンターの実施設計を行い、2026年度から工事を行い、2027年度に松倉地区のコミュニティセンターとしての利用開始を予定している[2]（当初は2026年度の完成を予定していた）。体育館は現施設を引き続き利用する[1]。

## 沿革
個別に出典が提示されていない1967年までの箇所の出典→
- 1873年
  - 8月 - 松倉村観音堂に九番中学区として観由小学校創設。
  - 11月 - 鹿熊に節制小学校創設。
  - 同年中 - 稗畠に稗畠小学校創立。
- 1877年2月 - 稗畠小学校小菅沼分校創立。
- 1900年4月5日 - 鹿熊小学校が火災により焼失。
- 1901年
  - 10月25日 - 鹿熊小学校、稗畠小学校の両校を合併し、観音堂に校舎を新築し、松倉小学校となる（この日を創校記念日とする）。
  - 同年中 - 古鹿熊、鉢に常設分教場発足。
- 1905年 - 高等科設置により松倉尋常高等小学校に改称。
- 1913年12月17日 - 校舎全焼。鹿熊、稗畠の仮校舎で授業を続ける。
- 1914年8月 - 現在地に校舎建設[4]。同年、鉢、古鹿熊に分教場設置。
- 1915年 - 坪野分教場（現在の魚津市立坪野小学校）開設。
- 1918年1月 - 雪のため校舎倒壊。
- 1919年5月 - 校舎を増改築。
- 1941年4月1日 - 松倉国民学校と改称（坪野分教場は松倉国民学校坪野分教場となる）。
- 1947年 - 松倉小学校と改称。各分教場を各分校に改称。
- 1952年 - 魚津市の市制施行に伴い、魚津市立松倉小学校と改称。分教場は分校に改称。
- 1953年 - 鉢分校、東加積小学校の分校と合併して白倉小学校になる[4]。古鹿熊分校新築。同年3月、坪野分校新築。
- 1956年末 - 講堂および校舎の増改築に着手[5]。
- 1957年6月28日 - 校舎・講堂兼体育館新築[4][6]。
- 1967年 - 飲料水設備完成。
- 1972年11月20日 - 古鹿熊分校廃校[7]。
- 1977年 - 坪野分校、独立校となる。
- 1983年 - 鉄筋コンクリート造りの校舎に改築[4]。
- 2012年4月 - 坪野小学校と統合[8]。
- 2019年3月 - 魚津市立星の杜小学校発足に伴い、廃校[9]。